# Goetzowie

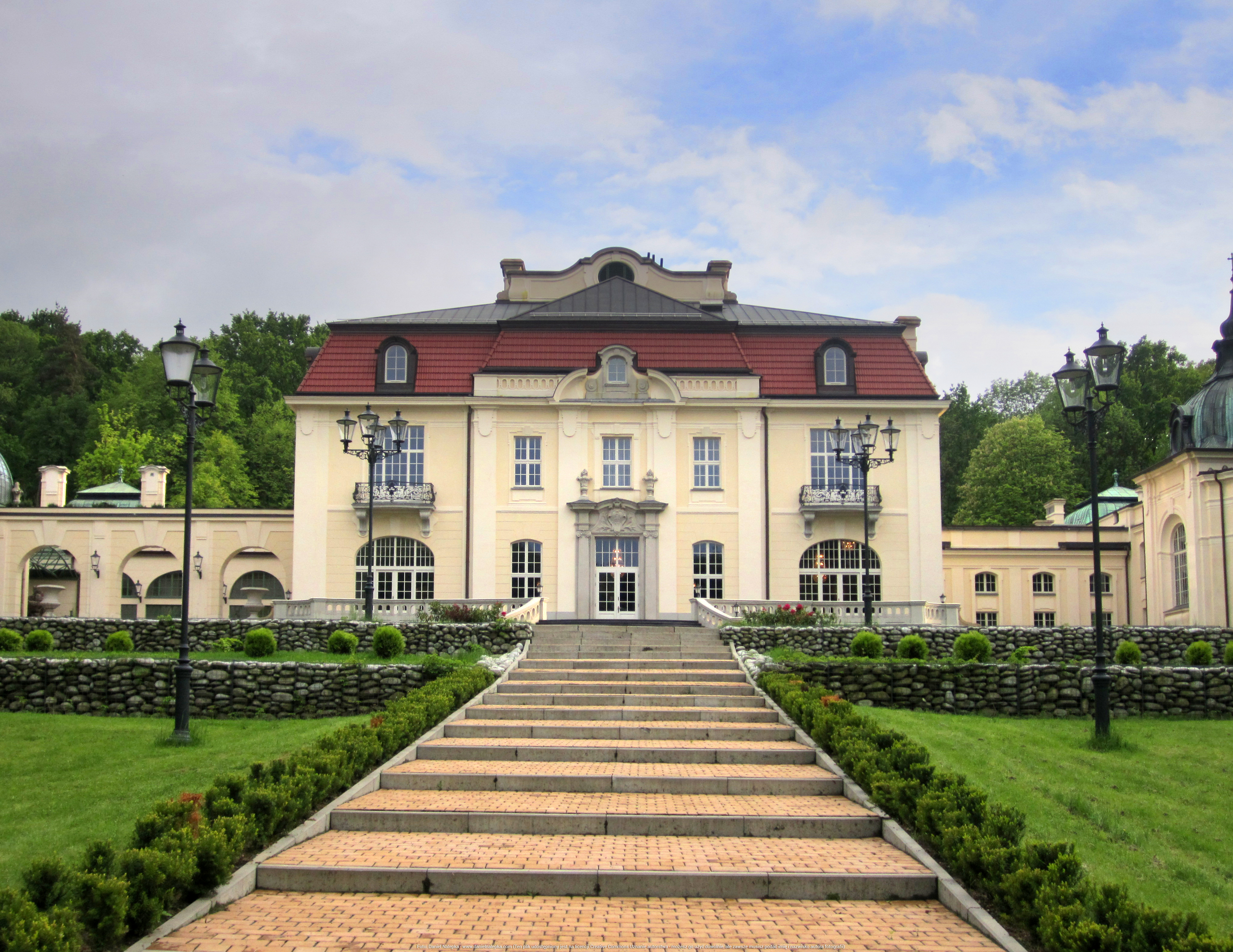
Schloss Brzesko

Die Familie Götz (polnisch Goetzowie) war ein deutschstämmiges Industriellen-Geschlecht aus Brzesko bei Krakau. Ihre Wurzeln hatten sie in Langenenslingen (Baden-Württemberg).

## Geschichte
Die Götz kamen im 19. Jahrhundert aus Oberschwaben nach Böhmen und später Galizien. In Galizien erhielten sie am 21. August 1881 mit dem Prädikat „Edler von Okocim“ den Adels- und am 30. April 1909 den Freiherrentitel. Johann Evangelist Götz siedelte ab 1845 in Brzesko, wo er die Brauerei Okocim gründete. Sein Sohn Götz Freiherr von Okocim übernahm die Brauerei und ließ das Schloss Brzesko als neuen Familiensitz errichten. Dessen Sohn Antoni Jan Götz war der letzte Inhaber der Brauerei und Schlossherr von Brzesko. Er musste bei Ausbruch des Zweiten Weltkriegs aus Polen fliehen, da er weder die deutsche Volksliste unterschreiben noch mit den Nazis zusammenarbeiten wollte, und emigrierte zunächst nach Frankreich und später nach Kenia. Die Götz waren als Kunst- und Kulturförderer in Brzesko hoch geschätzt. Ihre Andenken werden in zahlreichen Museen und Bibliotheken in Kleinpolen aufbewahrt.